# Tunisien i olympiska sommarspelen 1996
Tunisien deltog i de olympiska sommarspelen 1996 med en trupp bestående av 71 deltagare, men ingen av landets deltagare erövrade någon medalj.

## Boxning
Bantamvikt
- Kalai Riadh

Lätt weltervikt
- Fethi Missaoui

Weltervikt
- Kamel Chater

Lätt mellanvikt
- Mohamed Marmouri

## Fotboll
Herrar
Coach:  Henryk Kasperczak
| Nr | Pos. | Namn              | Födelsedatum (ålder)     | Matcher | Mål |          | Klubb           |
| -- | ---- | ----------------- | ------------------------ | ------- | --- | -------- | --------------- |
| 1  | MV   | Chokri El Ouaer*  | 15 augusti 1966 (29 år)  |         |     | Tunisien | Espérance       |
| 2  | A    | Imed Ben Younes   | 16 juni 1974 (22 år)     |         |     | Tunisien | Étoile du Sahel |
| 3  | F    | Lotfi Baccouche   | 19 juni 1973 (23 år)     |         |     | Tunisien | Étoile du Sahel |
| 4  | F    | Khaled Badra      | 8 april 1973 (23 år)     |         |     | Tunisien | Espérance       |
| 5  | F    | Mohamed Mkacher   | 25 maj 1975 (21 år)      |         |     | Tunisien | AS Marsa        |
| 6  | F    | Ferid Chouchane   | 19 april 1973 (23 år)    |         |     | Tunisien | Étoile du Sahel |
| 7  | MF   | Maher Kanzari     | 17 mars 1973 (23 år)     |         |     | Tunisien | Espérance       |
| 8  | MF   | Zoubeir Baya      | 16 maj 1971 (25 år)      |         |     | Tunisien | Étoile du Sahel |
| 9  | A    | Hassan Gabsi      | 23 februari 1974 (22 år) |         |     | Tunisien | Espérance       |
| 10 | MF   | Kaies Ghodhbane   | 7 januari 1976 (20 år)   |         |     | Tunisien | Étoile du Sahel |
| 11 | A    | Adel Sellimi      | 16 november 1972 (23 år) |         |     | Tunisien | Club Africain   |
| 12 | MF   | Marouane Bokri    | 28 december 1974 (21 år) |         |     | Tunisien | Espérance       |
| 13 | MF   | Riadh Bouazizi    | 8 april 1973 (23 år)     |         |     | Tunisien | Étoile du Sahel |
| 14 | F    | Sabri Jaballah    | 28 juni 1973 (23 år)     |         |     | Tunisien | Espérance       |
| 15 | F    | Radhi Jaïdi       | 30 augusti 1975 (20 år)  |         |     | Tunisien | Étoile du Sahel |
| 16 | MV   | Hamdi Baba        | 12 augusti 1975 (20 år)  |         |     | Tunisien | Étoile Sahel    |
| 17 | MF   | Tarek Ben Chrouda | 13 oktober 1976 (19 år)  |         |     | Tunisien | AS Marsa        |
| 18 | A    | Mehdi Ben Slimane | 1 januari 1974 (22 år)   |         |     | Tunisien | AS Marsa        |

Gruppspel
|               | Spelade | Vinster | Oavgjorda | Förluster | Gjorda mål | Insläppta mål | Poäng |
| ------------- | ------- | ------- | --------- | --------- | ---------- | ------------- | ----- |
| Argentina U23 | 3       | 1       | 2         | 0         | 5          | 3             | 5     |
| Portugal U23  | 3       | 1       | 2         | 0         | 4          | 2             | 5     |
| USA U23       | 3       | 1       | 1         | 1         | 4          | 4             | 4     |
| Tunisien U23  | 3       | 0       | 1         | 2         | 1          | 5             | 1     |

## Friidrott
Herrarnas 1 500 meter
- Ali Hakimi

Herrarnas maraton
- Tahar Mansouri — 2:18.06 (→ 26:e plats)

Herrarnas 20 kilometer gång
- Hatem Ghoula
- Mohieddine Beni Daoud

Herrarnas tresteg
- Karim Sassi

Damernas diskuskastning
- Monia Kari
  - Kval — 58.02m (→ gick inte vidare)

## Fäktning
Damernas florett
- Henda Zaouali

Damernas värja
- Henda Zaouali

## Judo
Herrarnas extra lättvikt (-60 kg)
- Makrem Ayed

Herrarnas lättvikt (-71 kg)
- Hassen Moussa

Herrarnas mellanvikt (-86 kg)
- Iskander Hachicha

Herrarnas tungvikt (+95 kg)
- Slim Agrebi

Damernas lättvikt (-56 kg)
- Raoudha Chaari

Damernas halv mellanvikt (-61 kg)
- Hajer Tbessi

## Tennis
| Spelare     | Gren       | Omgång 1                          | Omgång 2          | Åttondelsfinaler  | Kvartsfinaler     | Semifinaler       | Final / BM        | Final / BM       |
| Spelare     | Gren       | Motståndare Poäng                 | Motståndare Poäng | Motståndare Poäng | Motståndare Poäng | Motståndare Poäng | Motståndare Poäng | Placering        |
| ----------- | ---------- | --------------------------------- | ----------------- | ----------------- | ----------------- | ----------------- | ----------------- | ---------------- |
| Selima Sfar | Herrsingel | Schultz-McCarthy (NED) L 4–6, 0–6 | Gick inte vidare  | Gick inte vidare  | Gick inte vidare  | Gick inte vidare  | Gick inte vidare  | Gick inte vidare |